# Alento
Az Alento folyó Olaszország Campania régiójában. Cilento tájegység hegyei között fut. Áthalad a Cilento és Vallo di Diano Nemzeti Parkon. 

## Futása
Stio községben, Gorga falucska mellett ered a Cilento és Vallo di Diano Nemzeti Parkban, a Vesalo-hegységbeli Le Corne-hegy (olaszul Monte Le Corna) oldalában kb. 900 m-es tengerszint feletti magasságban. Először északnyugatnak tart, majd délnyugatnak fordul.  Prignano Cilento település mellett, az 1980-as években gátat építettek a folyón, vizét felduzzasztották, és létrejött az 1,5 km²-es Alento-víztározó (Bacino Alento) a vidék mezőgazdasági potenciáljának feljavítása érdekében. 
Miután nyugatról megkerüli a Vesalo-hegységet, dél-délkeletnek fordul. A Stella-hegységtől keletre haladó völgye kiszélesedik és eléri a Clientói-tengerpartot (Costiera Cilentana). Közvetlenül a Tirrén-tengerbe való befolyás előtt elhalad az ókori görög gyarmati polisz, Elea romjai közelében, majd Velia mellett balról fogadja legnagyobb mellékfolyóját, a Palistro folyót. A Tirrén-tengerbe ömlik Casal Velinónál. 

## Települések a folyó mentén
- Gorga (Stilo része)
- Cicerale
- Corticelle (Lustra része)
- Omignano Scalo (Omignano része)
- Velina (Castelnuovo Cilento része)
- Casal Velino